# Żelisław (województwo lubuskie)
Żelisław – wieś w Polsce położona w województwie lubuskim, w powiecie żagańskim, w gminie Małomice.
W latach 1975–1998 miejscowość należała administracyjnie do województwa zielonogórskiego. 